# Аскаргорта, Хавьер
Франсиско Хавьер Аскаргорта Уриарте (исп. Francisco Xabier Azkargorta Uriarte; род. 26 сентября 1953, Аспейтия, Испания) — испанский футболист и футбольный тренер.

## Игровая карьера
Хавьер Аскаргорта — воспитанник футбольного клуба «Реал Сосьедад». В 1971 году он перешёл в «Атлетик Бильбао». Однако на высшем уровне Аскаргорта не сыграл ни одного официального матча. В 1977 году он был вынужден завершить карьеру футболиста из-за тяжёлой травмы правого колена.

## Тренерская карьера
Через год после завершения карьеры футболиста Хавьер Аскаргорта тренировал команду Терсеры «Лагун Онак», затем он возглавлял другой клуб Терсеры «Ауррера Ондарроа». В 1982 году Аскаргорта был назначен главным тренером команды Сегунды B «Химнастик» из Таррагоны.
В возрасте 29 лет Аскаргорта возглавил клуб Примеры «Эспаньол», занявший по итогам дебютного для молодого тренера сезона в главной испанской лиге 10-е место. Следующие 2 сезона команда под его руководством продолжала играть роль середняка в Примере. В чемпионате 1986/87 Асакаргорта возглавлял другого середняка испанской Примеры «Реал Вальядолид». Далее он без особых успехов работал в клубах Примеры «Севилья» и «Тенерифе».
После работы в Испании Аскаргорта отправился в Южную Америку, где возглавил сборную Боливии, которая под его руководством впервые в своей история пробилась на Чемпионат мира. В 1995 году Аскаргорта был назначен главным тренером сборной Чили, руководя ей на Кубке Америки 1995 года в Уругвае, где чилийцы заняли последнее место в своей группе.
Имеет степень по медицине (хирургии) Барселонского университета.

## Тренерские достижения
- Чемпион Боливии (2): 2014 (Апертура), 2015 (Клаусура)
- Чемпион Японии (1): 1998